# Bernhard Eccher
Bernhard Eccher (* 13. Juni 1948 in Innsbruck) ist ein österreichischer Rechtswissenschaftler und emeritierter Hochschullehrer.

## Leben und Karriere
Bernhard Eccher wurde am 13. Juni 1948 in Innsbruck geboren und studierte ab dem Jahre 1967 Rechtswissenschaften an der Universität Innsbruck und an der Universität Wien, an der er im Jahre 1971 promovierte. Die Habilitation aus Bürgerlichem Recht mit dem Thema Antizipierte Erbfolge erfolgte im Jahre 1979; ein Jahr später erlangte er die Venia docendi „Bürgerliches Recht“. Zwischen 1978 und 1980 studierte er zudem an der renommierten Universität Padua in der nordostitalienischen Stadt Padua in der Region Venetien. Nachdem er von 1983 bis 1989 außerordentlicher Universitätsprofessor (ao. Univ.-Prof.) für Bürgerliches Recht war, wurde er im Jahre 1989 zum ordentlichen Universitätsprofessor (o. Univ.-Prof.) für Italienisches Recht und Rechtsvergleichung an die Universität Innsbruck berufen. Zu diesem Zwecke wurde gemeinsam mit der Partneruniversität Padua ein integriertes Diplomstudium im Italienischen Recht eingerichtet. Danach agierte Eccher von 1994 bis 2005 als Vorstand des Instituts für Zivilrecht und war ab 2006 Leiter des neu eingerichteten Instituts für Italienisches Recht an der Innsbrucker Universität. Davor hatte er in den diversen anderen Instituten Italienisches Recht gelehrt und mit Kollegen aus Padua und Südtirol zusammengearbeitet. Darüber hinaus trat er von 2010 bis 2015 als Dekan der Rechtswissenschaftlichen Fakultät in Erscheinung.
Im Bereich des Österreichischen Bürgerlichen Rechts wurden seine Hauptfachgebiete Erbrecht, Konsumentenschutz und Sachenrecht. Im österreichischen Erbrecht gilt Eccher als Experte und wurde als solcher im Jahre 2014 zum Mitglied in der Expertenkommission des Bundesministeriums für Justiz für die Reform des Erbrechts ernannt. Neben seiner Arbeit und Lehrtätigkeit im Italienischen Privatrecht hatte er auch maßgeblichen Anteil an der Entwicklung der italienisch-deutschen Rechtsterminologie im Bereich des Privatrechts. Hierbei vor allem bei den Übersetzungen des italienischen Zivilgesetzbuches und der italienischen Zivilprozessordnung. Als Lehrbeauftragter und Gastprofessor war er an diversen Universitäten im In- und Ausland tätig; dabei vor allem an den Universitäten Padua und Ferrera. Des Weiteren war er Mitglied der Deutsch-Italienischen Juristenvereinigung, der Associazione dei Civilisti Italiani und der Zivilrechtslehrervereinigung. Eccher war auch ein Pionier des Studiums des Italienischen Rechts in Österreich, das vor allem aus dem Bedarf Südtirols nach einer zweisprachig geführten Ausbildung entstanden ist. Neben seiner Mitgestaltung war er langjähriger Studienbeauftragter dieses Studienganges. Bis zu seiner Emeritierung war er außerdem Beauftragter der Universität Innsbruck für die Zusammenarbeit mit der Partneruniversität Padua.
Im Laufe seines Lebens wurde Eccher mehrfach geehrt. Zu seinen bedeutungsvollsten Ehrungen zählen das Große Silberne Ehrenzeichen für Verdienste um die Republik Österreich, das er am 9. Dezember 2015 „für seine herausragende wissenschaftliche Arbeit und sein verdienstvolles Wirken an der Universität Innsbruck“ erhielt. Bereits einen knappen Monat zuvor wurde Eccher am 11. November 2015 mit dem Ehrenzeichen für wissenschaftliche Verdienste um das österreichische Notariat ausgezeichnet. Im Januar 2017 wurde ihm zu seinen Ehren eine Festschrift überreicht.
Ende September 2016 erfolgte Ecchers Emeritierung, wobei er nach wie vor an der Universität Innsbruck tätig ist und weiterhin im Bereich des Italienischen Rechts mitwirkt. Weiters ist er in der Kommission für Ehrungen der Universität und an Rechtswissenschaftliche Fakultät an der Erstellung des neuen Leitbildes der Universität Innsbruck aktiv. Seit Jahren tritt er auch als externer Berater für diverse Rechtsanwaltskanzleien in Erscheinung. Im Laufe seiner Karriere publizierte er diverse Fachbücher und italienisch-deutsche Übersetzungen.